# 尖頭鱥
尖頭鱥（学名：Phoxinus oxycephalus）为鲤科鱥屬的鱼类。在中国，分布于闽江、钱塘江、长江、黄河及辽宁大凌河、赤子河等，一般栖息于山涧小溪中。该物种的模式产地在北京。

## 亚种
焦氏尖頭鱥（学名：Phoxinus oxycephalus jouyi）分布于日本西部的山涧小溪中。日语称为タカハヤ（高鮠。Takahaya）。

## 扩展阅读
維基物種上的相關：尖頭鱥
- 黄河土著鱼类列表